# Eki Febri Ekawati
Eki Febri Ekawati (* 18. Februar 1992 in Kuningan, Jawa Barat) ist eine indonesische Leichtathletin, die sich auf das Kugelstoßen spezialisiert hat und in dieser Disziplin momentan Inhaberin des Landesrekords ist.

## Sportliche Laufbahn
Erste internationale Erfahrungen sammelte Eki Febri Ekawati bei den Südostasienspielen 2011 in Palembang, bei denen sie mit 13,08 m den sechsten Platz belegte. 2013 gewann sie bei den Islamic Solidarity Games ebendort mit 34,37 m die Goldmedaille im Speerwurf sowie mit 14,00 m Silber mit der Kugel hinter der Iranerin Leila Rajabi. 2017 später gewann sie bei den Südostasienspielen in Kuala Lumpur mit 15,39 m die Goldmedaille. 2018 belegte sie bei den Asienspielen in Jakarta mit 14,61 m den siebten Platz. Im Jahr darauf belegte sie bei den Asienmeisterschaften in Doha mit 14,94 m ebenfalls den siebten Platz und im Dezember gewann sie bei den Südostasienspielen in Capas mit 15,08 m die Silbermedaille hinter der Thailänderin Areerat Intadis. 2021 verbesserte sie den Landesrekord auf 15,77 m und im Jahr darauf siegte sie bei den Südostasienspielen in Hanoi mit 15,20 m. Anschließend gewann sie bei den Islamic Solidarity Games in Konya mit 14,93 m die Bronzemedaille hinter den Türkinnen Emel Dereli und Pınar Akyol. 2023 gewann sie bei den Hallenasienmeisterschaften in Astana mit 15,44 m die Bronzemedaille hinter den Südkoreanerinnen Jeong Yu-sun und Lee Su-jung und im Mai musste sie sich bei den Südostasienspielen in Phnom Penh mit 15,24 m der Thailänderin Areerat Intadis geschlagen geben. Anschließend wurde sie bei den Asienmeisterschaften in Bangkok mit 14,88 m Elfte. Ende September gelangte sie bei den Asienspielen in Hangzhou mit 15,10 m auf Rang zehn. 2025 belegte sie bei den Asienmeisterschaften in Gumi mit 13,97 m den zehnten Platz.
In den Jahren 2013, 2017 und 2019 wurde Ekawati indonesische Meisterin im Kugelstoßen.

## Persönliche Bestleistungen
- Kugelstoßen: 15,77 m, 15. Oktober 2021 in Timika (indonesischer Rekord)
- Speerwurf: 34,37 m, 28. September 2013 in Palembang